# Trypantius
Trypantius es un género de escarabajos de la familia Buprestidae.

## Especies
- Trypantius bitaeniatus (Chevrolat, 1835)
- Trypantius brasiliensis Obenberger, 1924
- Trypantius infrequens Waterhouse, 1887